# Pseudobiceros bedfordi
Pseudobiceros bedfordi es una especie de platelmintos marinos hermafroditas de la familia Pseudocerotidae.
Esta especie tiene dos penes, que utiliza para llevar a cabo la "esgrima de penes", una lucha por inyectar esperma dentro de su oponente a fin de fertilizarlo, mientras procura evitar ser fertilizado.

## Descripción
P. bedfordi es una planaria policládida de gran envergadura, mide aproximadamente entre 8 y 10 centímetros de longitud. Tiene un patrón característico que consiste en un fondo entre marrón y negro, con múltiples líneas rosas transversas y bilaterales en torno a miles de puntos brillantes y amarillos que se encuentran muy juntos.
Los márgenes del cuerpo suelen ser ondulados. La parte ventral de P. bedfordi es de color rosa pálido. El extremo frontal del cuerpo tiene un par de pseudotentáculos erectos.